# A1 (motorväg, Tunisien)

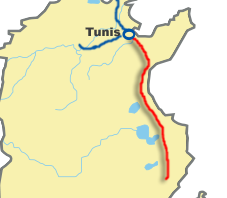
Karta över A1:s sträckning.

A1 är en motorväg i Tunisien som går mellan Tunis och Sfax som ligger längs med Tunisiens östra kust. Motorvägen passerar viktiga tunisiska hamnstäder och turistorter som Hammamet, Sousse och Monastir. Ostkusten har bättre ekonomi och mer turism än resten av Tunisien, vilket gör att tunisiska staten anser att det är mer motiverat att ha motorväg i detta område.